# 117568 Yadame
117568 Yadame è un asteroide della fascia principale. Scoperto nel 2005, presenta un'orbita caratterizzata da un semiasse maggiore pari a 2,5556423 UA e da un'eccentricità di 0,2019365, inclinata di 12,87949° rispetto all'eclittica.
L'asteroide è dedicato al giapponese Yoshikazu Yadame, fondatore della Società Astronomica di Kitami.